# Ein Familienvater

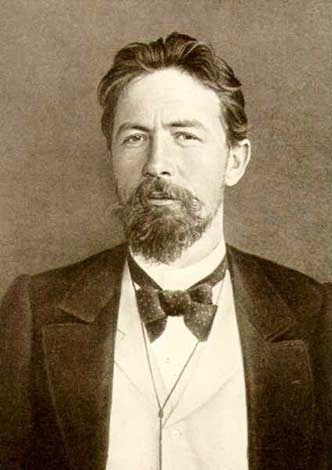
Anton Tschechow

Ein Familienvater (russisch Отец семейства, Otez semeistwa) ist eine Kurzgeschichte des russischen Schriftstellers Anton Tschechow, die am 26. August 1885 in der Tageszeitung Peterburgskaja gaseta erschien. Zu Lebzeiten des Autors wurde der Text ins Bulgarische, Finnische, Norwegische, Rumänische und Tschechische übersetzt.

## Inhalt
Übellaunig muss der begüterte Hausherr Stepan Stepanytsch Shilin von seiner Gattin erfahren, Großmutter Anfissa Iwanowna ist es, die ankommt. Die Ehefrau will ihren Mann besänftigen. Es ist doch dieselbe Anfissa, die vor ein paar Jahren bei der Geburt des gemeinsamen Sohnes Fedja geholfen hat. Zudem habe Shilin die Großmutter selbst eingeladen. Der Hausherr meint, Anfissa schmarotze nur herum. Als Nächste bekommt die Hausfrau von Shilin ihr Fett weg. Er schufte wie ein Ochse und sie zanke sich mit ihm aus Langeweile.
Die Frau startet einen Gegenangriff; fordert Rechenschaft für Shilins letztes Glücksspiel. Der Hausherr pariert die Attacke.
Während des Essens verdirbt Shilin allen am Tisch den Appetit; zieht über die Qualität der Vorsuppe her. Nur die Gouvernante Warwara Wassiljewna widerspricht zaghaft. Dann bringt Shilin seinen Sohn, den siebenjährigen Fedja, bei Tisch zum Weinen. Vergeblich setzt sich die Hausfrau für das verschüchterte Kind ein. Fedja muss in der Ecke stehen, bis er ein zweites Mal von seinem Vater zum Heulen gebracht wird.
Zur Mittagsruhe begibt sich Shilin in sein Schlafzimmer. Ausgeruht bedauert er hernach, aber nur innerlich, sein Verhalten und streicht schmollend-brummig durchs Haus.
Am nächsten Morgen erwacht der Hausherr gutgelaunt. Fedja darf den Vater küssen. Der verängstigte Junge gehorcht mit zitternden Lippen.

## Verwendete Ausgabe
- Gerhard Dick (Hrsg.), Wolf Düwel (Hrsg.): Anton Tschechow: Gesammelte Werke in Einzelbänden: Ein Familienvater. S. 369–374 in: Gerhard Dick (Hrsg.): Anton Tschechow: Vom Regen in die Traufe. Kurzgeschichten. Aus dem Russischen übersetzt von Ada Knipper und Gerhard Dick. Mit einem Vorwort von Wolf Düwel. 630 Seiten. Rütten & Loening, Berlin 1964 (1. Aufl.)[2]